# موشه لوینگر
موشه لوینگر (عبری: משה לוינגר‎؛ زادهٔ ۱۹۳۵– مرگ ۲۰۱۵) یک ربی اهل اسرائیل بود. او از سال ۱۹۶۷ یکی از چهره‌های اصلی در اسکان یهودیان در شهرکهای یهودی بعد از جنگ شش روزه بود. او دارای شهرت زیادی به خاطر فعالیتهای زیاد در بین شهرک نشینان حبرون بود.

## زندگینامه
لوینگر در اورشلیم در سال ۱۹۳۵ میلادی به دنیا آمد و در یشیوا مرکاز هاراو تحت نظر زوی یهودا کوک تحصیل کرد.

## شهرکهای یهودی
در زمان جنگ شش روزه لوینگر ربی نهالیم بود. لوینگر معتقد به تأسیس اسرائیل بزرگ بود. لوینگر در سال ۱۹۶۸ به حبرون رفت. او در هتل النهار الخالد اتاقی گرفت و بعد حاضر نشد آنجا را ترک کند. او از سال ۱۹۶۸ فعالیتهای زیادی در زمینه گسترش شهرک نشینی در حبرون داشته بود.

## بحثها
لوینگر بارها توسط دولت اسرائیل به دلیل فعالیتهای افراطی دستگیر شده است.
در سال ۱۹۸۴ او به دلیل مشکوک بودن به کمک به جنبش گوش امونیم دستگیر شد. در سال ۱۹۸۵ او به دلیل حمله به یک زن در حبرون و حمله به پسر شش ساله او ۱۵۰۰۰ دلار جریمه شد. لوینگر در دادگاه گفت که پسربچه به پسر او سنگ پرتاب کرده بوده است.
در سال ۱۹۸۸ لوینگر بار دیگر دستگیر شد. او در حال عبور از منطقه فلسطینی بود که به ماشین او حمله شد و شیشه اتومبیلش شکسته شد و پسرش زخمی شد. او بعد از اینکه به منطقه اسرائیلی رسید از اتومبیل خود پیاده شد و شروع به تیراندازی به سمت فلسطینیان کرد. یک مغازه دار فلسطینی به نام حسن عبدالعزیز صلاح کشته شد. او در دادگاه معتقد بود که تنها به دلیل دفاع از خود شلیک کرده است. در بیرون دادگاه طرفداران او تظاهرات زیادی کردند. در نهایت او با اینکه به کشتن یک عرب محاکمه شده بود تنها به پنج ماه زندان محکوم شد که بعد از ۹۲ روز آزاد شد. او بعد از آزادی به رادیو اسرائیل گفت که در صورتی که بار دیگر در شرایط مشابه قرار بگیرد تیراندازی خواهد کرد.
در سال ۱۹۸۹ او بار دیگر به دلیل حمله به یک زن فلسطینی و دو کودکش دستگیر شد. او به چهارماه زندان محکوم شد ولیکن بعد از دوماه آزاد شد.
در سال ۱۹۹۵ لوینگر به دلیل درگیری در غار ابراهیمی در سال ۱۹۹۱ به هفت ماه زندان محکوم شد. او در سال ۱۹۹۶ مجدداً به چهار ماه زندان محکوم شد.
در سال ۱۹۹۵ او مجدداً به شش ماه زندان به دلیل درگیری در سال ۱۹۹۱ در حبرون محکوم شد.
در سال ۱۹۹۷ لوینگر به دلیل درگیریها در سال ۱۹۹۴ در حبرون به شش ماه زندان و ۲۳۰۰ دلار جریمه محکوم شد.

## سالهای آخر
از سال ۲۰۰۰ لوینگر سلامتی خود را کم‌کم از دست داد و فعالیتهای سیاسی او کم شد. او در ماه می سال ۲۰۱۵ در سن ۸۰ سالگی درگذشت. او دارای ۱۱ فرزند و تعداد زیادی نوه و نتیجه بود که همگی در فعالیتهای شهرک‌نشینی فعال بودند.